# Zhou Lumin
Zhou Lumin (nascida em 1956 em Haining) é uma ex-jogadora de volei chinesa que jogou na posição de levantamento. Ela fez parte da selecção chinesa que conquistou o ouro na Taça do Mundo Feminina FIVB de 1981. Após se reformar da competição, ela treinou a Equipa Feminina de Voleibol de Xangai até 1998, por um total de 12 anos.